# Bivet
Der Bivet ist ein kleiner Fluss in Frankreich, der im Département Isère in der Region Auvergne-Rhône-Alpes verläuft. Er entspringt im südöstlichen Gemeindegebiet von Roche, entwässert mit einem Bogen über West generell in nördliche Richtung und mündet nach rund 17 Kilometern im Gemeindegebiet von La Verpillière als linker Nebenfluss in die Bourbre, die hier als Entwässerungskanal in einem künstlichen Flusslauf geführt wird. In seinem Unterlauf erreicht der Bivet das Gewerbegebiet von Chesnes und wird teilweise unterirdisch um dieses herum geleitet. Hier quert der Fluss auch die Bahnstrecke Lyon–Marseille und die Autobahn A43.

## Orte am Fluss
(Reihenfolge in Fließrichtung)
- Le Saunier, Gemeinde Roche
- Roche
- Bonnefamille
- Ponas, Gemeinde Bonnefamille
- Montjay, Gemeinde Saint-Quentin-Fallavier
- Saint-Quentin-Fallavier
- La Verpillière